# گوش سفید دریا
گوش سفید دریا (نام علمی: Haliotis sorenseni) نام یک گونه از سرده گوش دریا است.